# 小野坂昌也
小野坂 昌也（おのさか まさや、1964年10月13日 - ）は、日本の男性声優、ナレーター、リングアナウンサー、ラジオパーソナリティ、DJ。大阪府大阪市住吉区出身。青二プロダクション所属。

## 来歴
子供の頃からなりたい職業が数多くあったという。小学校低学年の頃には、母から「おまえは医者になって、私たちが隠居したらビルを建てておくれ」と言われ続けていたため、医者になりたかったという。高校生の頃には、憲兵だった祖父の勲章を見て育ったことから、「警察官になりたい」と考えていたが、真剣に法律の勉強をし出したところ、「弁護士のほうが儲かる」と思い直したという。予備校講師から大学進学について聞かれた際に「僕は法律の方に進みたいです」と言ったところ、「ちょっと無理ですね」と冷たく言い放たれた。「法学科だったら、どこでもいいんです」と伝えたところ、成績資料を見た講師からは、「法学部ですか。もう少し英語を頑張る気があるんでしたら、その道も見えてくるかもしれません」と言われた。父からは「警官はそんなに勉強しなくてもなれる」と言われた。その時点では「警察官になろう」と思っていたが、次第に「このままじゃちょっと、僕の才能が生きないかな」と考えるようになった。
中学・高校時代には「お前はおもろい学生だ」「将来、吉本に行けばええんちゃうか」と言われていた。自身も小学校時代からずっと吉本興業が好きで、吉本新喜劇を見て、「これはいける!」、「吉本に行こう」と思ったという。お笑い芸人を希望していたものの、この当時は芸人への道はベテラン芸人への弟子入りが一般的であったためにハードルが高く断念した。小野坂が入りたかった吉本興業の養成所であるNSCは、青二塾大阪校が開校する1年前に既に開校していたが、当時はNSCが既に開校していたことを知らなかった。小野坂本人はこのことを『集まれ昌鹿野編集部』が放送されていた時に番組に届いたリスナーからのメールで知り驚愕していた。
その後、18歳の時に俳優を目指すため、当時開校したばかりの青二塾大阪校に第1期生として入塾。入塾時点では俳優養成所と勘違いをしていた。前述の通り、小さい頃から吉本興業に入ろうと思っていたが「吉本興業以外でもできたぞ」と感じていた。青二塾卒業後、青二プロダクションに所属するために上京する。
OVA『ビー・バップ・ハイスクール』の加藤浩志役で初主役。その後1992年、『ツヨシしっかりしなさい』の井川ツヨシ役でテレビアニメ初主役を担当。
1990年代までは、CMやテレビナレーションなどの声優業と並行してNHK教育のおにいさんや『独占!!スポーツ情報』のキャスター、『笑っていいとも!』の愛のナレーターなどのテレビでの顔出しの仕事や、リングアナウンサーとしてUWFインターナショナル→キングダムで活動。PRIDE最初のメインイベント、PRIDE.1 高田延彦 vs ヒクソン・グレイシー戦でもコールを担当している。
ラジオパーソナリティとしても多くの番組を担当し、1990年代後半から現在まで一貫して自身の冠番組を持ち続けている。その甲斐もあり2010年3月にはラジオパーソナリティとしての功績が認められ、第4回声優アワードベストパーソナリティ賞を受賞した。
2017年7月1日、Exys株式会社と自身が所属する事務所の共同プロデュースにより、そのプロジェクトの第1弾としてYouTubeにチャンネルを開設し、YouTuberとしてデビューする。YouTubeチャンネル自体は小野坂昌也のものだが、小西克幸と一緒に動画撮影、ライブ、イベントをしている。

## 活動

### 役柄・特色
役者としてのモットーは「仕事は楽しく」。
大阪府出身であることから関西弁を話すキャラクターを担当することがある。
「男相手に恋ができないから、気持ちが分からないので良い芝居ができない」「入り込むタイプなので、芝居であっても相手役の出演者のことを好きになってしまう」などの理由でボーイズラブはやらないと明言している。脇役または絡みのない準主役級の役としてはボーイズラブドラマCDなどに出演することはある。
役作りにおいては、青二塾大阪校で学んだスタイルに従い、声を担当するキャラクターの「台本に書かれてなくても家族構成などを勝手に考えて、生い立ちからの歴史を作っていく」。ただそのため、原作や脚本では別の設定がなされているキャラクターであっても「あれは伝記であって、台本には簡易なことしか書かれていない」として、自分の独自解釈で演じることがあり、脚本家や音響監督と衝突することも少なくない。
愛河里花子と共に最後のゲスト声優として出演した、声優のアドリブが多用されたアニメ『超生命体トランスフォーマー ビーストウォーズリターンズ』では音響監督の岩浪美和に「出たいって言ってる人はいっぱいいたけど、最後のゲストだからちょっとやそっとの力量では入れない、技術とセンスと精神力の3拍子揃ってる役者さんじゃないと、この現場は入れない」と語られた。

### 歌
『テニスの王子様』の桃城武のキャラクターソング「SAYONARA」でオリコンチャート28位にランクイン、『ヘタリア』で担当したキャラクターソング「トレビアンな俺に抱かれ」でオリコンウィークリーチャート3位にランクインした。
テニプリフェスタ2011 in 武道館ではイタリア語のトゥーランドットをアカペラでフルコーラス歌った。
小林ゆう、元AAAの後藤友香里らと、アニソンEDM（ADM）ユニット「EMERGENCY」を結成し「NEW YOUNG」の名で活動開始することを発表。2013年9月25日にアニソンEDMカバーアルバム『ADM -Anime Dance Music produced by tkrism-』をリリース。

## 人物

### 特技
特技は水泳。中学生時代は陸上部に所属していた。
ナレーターをしていた経緯で『ウッチャンナンチャンの炎のチャレンジャーこれができたら100万円!!』の「リクエスト100m ぴったり走って100万円」に出場したことがある。
ゲーム好きであり、小西克幸・置鮎龍太郎・神谷浩史・竹本英史・安元洋貴など声優仲間とよくゲーム内で落ち合って一緒にプレイしていることをラジオで話している。『ファンタシースターオンライン』にのめり込み、以降のファンタシースターシリーズは必ずプレイしている。
ゲーム以外にも時計、スポーツカー、自転車、木刀、サックス、酒、ガーデニング、洋服など多趣味である。中でも料理は特技でもあり、DVD、Twitterなどでその腕前を披露しており、時に本人の料理のレシピや調理光景がWebメディアの企画コーナーに掲載されている。
愛車はロータス・ヨーロッパとポルシェ。愛用のロードバイクはデローザ。
小野坂が野島裕史と共にお目当てのフレームを買おうかどうしようか相談していた現場に竹本英史もおり、小野坂が「これはいいフレームだから、俺と色違いを買うといいよ」とアドバイスし。竹本は翌日それを購入した。竹本はシーズンオフでバーゲン価格で買い得だったことと、小野坂と野島が勧めていたため「間違いないだろう、と思った」と語っている。竹本が2010年12月に組み上げた時「今日できます」とメールしたところ、小野坂は「俺より後に買ったのに、俺より前に組むんじゃない！」と怒ったという。
竹本によると、小野坂は日本に数個くらいしかないパーツを加工して組んだり、Twitterで投稿したりしているという。小野坂が金色の自転車を完成させた直後の自転車屋からの帰り道、竹本も自転車で一緒に走ったが、道行く人が皆驚いた顔をしていたという。

### 交友関係
子安武人とは『魔法使いTai!』で共演して以来交友があり、演技プランを練ったり芝居の話をするうちに親交が深くなった。年齢も芸歴も小野坂のほうが少し上だが、お互いに「小野ちゃん」「子安さん（こやっさん）」と呼び合う。
『テイルズ オブ シリーズ』での特典DVDでは「ビバ☆テイルズ オブ」の司会として、子安が演じる『テイルズ オブ ジ アビス』のジェイドと何度もコンビを組んでいる。『テイルズ オブ ファンダム Vol.2』の特典DVDのトークではノーカットで30分以上語り続けたこともある。小野坂発案のテイルズのタイトル『ゴールデンビクトリー』の企画が実現し2人が主役として実際にゲームにもなるなど、このコンビの人気は高く、テイルズキャラクター人気投票の「夢のコンビ部門」では堂々の3位を獲得している。なおこの2人はアニメ『ボボボーボ・ボーボボ』でそれぞれ主人公ボーボボ（子安）とその相方首領パッチ（小野坂）を演じた。
竹本英史とは仲が良く、竹本から「ヤング師匠」と呼ばれている。
自らの発案で『VOICE ANIMAGE』の連載時に櫻井孝宏、小西克幸、保志総一朗らと共に、アイドル声優ユニット「ミュンヘン」を結成していたことがある。ラジオドラマの制作を目標に本人が書いた同名の小説も連載されていた。
1997年から、「ときめきメモリアル」シリーズなどで共演したうえだゆうじとのトークライブを主催している。東日本大震災後は、うえだゆうじと共にチャリティートークライブ全国ツアーも行っている。

## 出演
太字はメインキャラクター。

### テレビアニメ
1986年
- ゲゲゲの鬼太郎（第3作）（カラス天狗B、海月の火玉）
- ワンダービートS
- 聖闘士星矢
- ハイスクール!奇面組
- 北斗の拳

1987年
- ボスコアドベンチャー（森の住人3）
- 愛の若草物語（友人）
- 新メイプルタウン物語 パームタウン編（通行人）
- ドラゴンボール（村人）

1988年
- ひみつのアッコちゃん（第2作）（係員）

1989年
- 新ビックリマン（1989年 - 1990年、トランプン、囃トト）
- 戦え!超ロボット生命体 トランスフォーマーV（観測隊員B）
- キテレツ大百科（1989年 - 1991年、美術係、男A、配達員、審判）

1990年
- YAWARA!（部員B）
- かりあげクン（友人A、若い巡査、サラリーマン、消防士B）
- もーれつア太郎（1990年版）（中学生）
- まじかる☆タルるートくん（1990年 - 1991年、韋駄天足ん〈右〉、竜少年）
- 魔法使いサリー（1989年版）（ペルセウス）

1991年
- きんぎょ注意報!（浅羽〈初代〉）
- ハイスクールミステリー学園七不思議（一ノ瀬）

1992年
- 美少女戦士セーラームーン（1992年 - 1994年、ジェダイト、亀田） - 2シリーズ
- ツヨシしっかりしなさい（1992年 - 1994年、井川ツヨシ、美少年）

1993年
- SLAM DUNK（1993年 - 1996年、安田靖春、相田彦一、徳田）

1994年
- おまかせスクラッパーズ（デンQ、成増、タヌキ、業者）
- キャプテン翼J（1994年 - 1995年、アナウンサー、火野竜馬、ジノ・ヘルナンデス）

1995年
- 鬼神童子ZENKI（俊一）
- それいけ!アンパンマン（1995年 - 2000年、まつたけまん〈初代〉、だんごのタンゴ）

1997年
- 名探偵コナン（1997年 - 2010年、小林洋介、堀越将司、高校生の大滝悟郎、西郡宗兵、今岡次郎 他）
- MAZE☆爆熱時空（ツルギー）
- ポケットモンスター（マサキ）

1998年
- 忍ペンまん丸（モザイ）
- TRIGUN（ヴァッシュ・ザ・スタンピード）
- ももいろシスターズ（土川佳介）
- ヨシモトムチッ子物語（サシガメワタナベ）

1999年
- 臣士魔法劇場 リスキー☆セフティ（萌の父）
- おるちゅばんエビちゅ（中谷くん、社員、けんじ）
- 小さな巨人 ミクロマン（トマホーク、男びな、アーデン・フレイム）
- パワーストーン（エドワード・フォッカー）
- カードキャプターさくら（1999年 - 2000年、ケルベロス）
- 神風怪盗ジャンヌ（名古屋海生）
- 時空探偵ゲンシクン（紀伊国屋文佐衛門）
- Petshop of Horrors（レオン・オルコット）
- 魔法使いTai!（高倉武男）

2000年
- ピポパポパトルくん（2000年 - 2001年、かつた、ビート、こばやし、かげやま、ガッツ 他）
- ONE PIECE（2000年 - 2024年、シャム、チュウ、スパンダム、スパンダイン）

2001年
- 機動天使エンジェリックレイヤー（いっちゃん〈三原一郎〉）
- The Soul Taker 〜魂狩〜（壬生シロー）
- 週刊ストーリーランド（記事太郎）
- シャーマンキング（2001年 - 2002年、神代良）
- テニスの王子様（2001年 - 2024年、桃城武、リック、審判、ロッキー・メレディス） - 4シリーズ
- はじめの一歩（2001年 - 2014年、千堂武士） - 4シリーズ

2002年
- キン肉マンII世（2002年 - 2006年、キン肉万太郎） - 3シリーズ
- 爆闘宣言ダイガンダー（ドリモーグ）
- スパイラル －推理の絆－（2002年 - 2003年、園部隆司）
- 東京ミュウミュウ（アサノくん）
- ロックマンエグゼ（荒駒虎吉）

2003年
- WOLF'S RAIN（イーク）
- デジモンフロンティア（スカルサタモン）
- プラネテス（2003年 - 2004年、霞の小源太）
- ボボボーボ・ボーボボ（2003年 - 2005年、首領パッチ、カレー食いたい髪の声、テル、ドラゴン）
- 京極夏彦 巷説百物語（伏見屋）

2004年
- 爆裂天使（入来東吾）
- ギャラクシーエンジェルX（風見志郎）
- ポケットモンスター アドバンスジェネレーション（ガイ）

2005年
- 創聖のアクエリオン（ピエール・ヴィエラ）
- いちご100%（先輩）
- 超生命体トランスフォーマー ビーストウォーズリターンズ（オブシディアン）
- MÄR-メルヘヴン-（2005年 - 2007年、ナナシ）
- まじめにふまじめ かいけつゾロリ（魚〈リーダー〉）
- ガン×ソード（2005年 - 2006年、カイジ）
- BLEACH（2005年 - 2012年、平子真子、ゲジゲジムカデ）
- 冒険王ビィト エクセリオン（ニャンジャマー）

2006年
- よみがえる空 -RESCUE WINGS-（二本松大悟）
- 怪 〜ayakashi〜「天守物語」（奇々丸）
- ブラック・ジャック（トオル、パイロット） - 2シリーズ
- 妖怪人間ベム（工藤）
- NANA（松田）
- リリとカエルと(弟)（ボスモグラ）
- 地獄少女 二籠（橋爪力也）
- Kanon（アニメ第2作）（極悪科学者〈映画〉）
- 祝!(ハピ☆ラキ)ビックリマン（2006年 - 2007年、小助セブン、万華鬼、怪鬼党賊）
- NIGHT HEAD GENESIS（双海芳紀）
- 出ましたっ!パワパフガールズZ（歌舞伎モンスター）
- 天保異聞 妖奇士（2006年 - 2007年、村沢新三郎）

2007年
- 鋼鉄三国志（張飛益徳、周泰幼平）
- 天元突破グレンラガン（リーロン）
- ラブ★コン（深川遥）
- もえたん（あーくん）
- BACCANO! -バッカーノ!-（アイザック・ディアン）
- ゲゲゲの鬼太郎（第5作）（2007年 - 2008年、雨降り小僧、ひでり神）
- 彩雲国物語 第2シリーズ（2007年 - 2008年、司馬迅〈隼〉）
- 逆境無頼カイジ（2007年 - 2008年、太田）

2008年
- GUNSLINGER GIRL -IL TEATRINO-（マルカントニオ）
- ヤッターマン（第2作）（2008年 - 2009年、大奥教授、ディレクター）
- ネオ アンジェリーク Abyss（ジェイド） - 2シリーズ
- 秘密 〜The Revelation〜（運転手）
- 銀魂（2008年 - 2013年、甘羅尾大作、尾美一） - 2シリーズ
- ゴルゴ13（マウス）
- はたらキッズ マイハム組（ボス）

2009年
- ケロロ軍曹（ブリーフ）
- 咲-Saki-（咲の父）
- 東のエデン（本多部長）
- ハヤテのごとく!!（足橋剛治）
- ドラゴンボール改（バータ）
- クレヨンしんちゃん（好青年）

2010年
- デュラララ!!（2010年 - 2016年、アイザック・ディアン、マックス・サンドシェルト） - 4シリーズ
- 遊☆戯☆王5D's（ハラルド）
- 海月姫（編集長）

2011年
- よんでますよ、アザゼルさん。（2011年 - 2013年、アザゼル） - 2シリーズ
- 快盗天使ツインエンジェル〜キュンキュン☆ときめきパラダイス!!〜（アレキサンダー）
- THE IDOLM@STER（石油王）
- トリコ（2011年 - 2014年、鉄平）
- 47都道府犬（大阪犬）

2012年
- 聖闘士星矢Ω（2012年 - 2013年、市）
- 境界線上のホライゾンII（ベン・ジョンソン）
- ONE PIECE エピソードオブナミ 〜航海士の涙と仲間の絆〜（チュウ、シャム）

2013年
- 八犬伝―東方八犬異聞― 第二期（楓）
- ONE PIECE エピソードオブメリー 〜もうひとりの仲間の物語〜（スパンダム）

2014年
- キルラキル（桜宮健太）
- ヒーローバンク（音入ジョー）

2015年
- ジョジョの奇妙な冒険 スターダストクルセイダース（アレッシー）
- ワンパンマン（2015年 - 2019年、ぷりぷりプリズナー） - 2シリーズ

2017年
- タイムボカン24（松平容保）
- ONE PIECE エピソードオブ東の海 〜ルフィと4人の仲間の大冒険!!〜（チュウ）

2018年
- カードキャプターさくら クリアカード編（ケルベロス〈大〉）
- ポプテピピック（2018年 - 2021年、ポプ子〈第8話Bパート / 再放送・リミックス版第6話Bパート〉）
- 妖怪ウォッチ シャドウサイド（2018年 - 2019年、ミッチー）
- 深夜!天才バカボン（タコ橋一生）
- ベルゼブブ嬢のお気に召すまま。（アドラメレク）

2019年
- ゲゲゲの鬼太郎（第6作）（狒々）

2020年
- 文豪とアルケミスト 〜審判ノ歯車〜（織田作之助）
- 妖怪学園Y 〜Nとの遭遇〜（2020年 - 2021年、三又義ノズチカ / ザ・バイパー）

2021年
- おしりたんてい（ハイエーナ）
- 吸血鬼すぐ死ぬ（2021年 - 2023年、シーニャ・シリスキー） - 2シリーズ

2022年
- BLEACH 千年血戦篇（2022年 - 2024年、平子真子） - 3シリーズ
- うちの師匠はしっぽがない（平兵衛）

2023年
- TRIGUN STAMPEDE（ラジオDJ）

2024年
- 終末トレインどこへいく?（地蔵）

### 劇場アニメ
1986年
- ゲゲゲの鬼太郎 最強妖怪軍団!日本上陸!!（くらげ火）

1992年
- キャンディ・キャンディ（ステア）
- ろくでなしBLUES（勝嗣）

1993年
- ツヨシしっかりしなさい ツヨシのタイムマシーンでしっかりしなさい（井川強）

1994年
- スラムダンク（安田）
- スラムダンク 全国制覇だ! 桜木花道（彦一）

1995年
- スラムダンク 吠えろバスケットマン魂!! 花道と流川の熱き夏（安田）

1997年
- ゲゲゲの鬼太郎 おばけナイター（球妖怪）
- 地球が動いた日（茶髪の青年）

2000年
- 劇場版カードキャプターさくら 封印されたカード（ケルベロス〈大〉）

2001年
- キン肉マンII世（キン肉万太郎）

2002年
- キン肉マンII世 マッスル人参争奪! 超人大戦争（キン肉万太郎）
- 千年女優（井田恭二）

2004年
- 聖闘士星矢 天界編 序奏〜overture〜（市）

2005年
- 劇場版 テニスの王子様 二人のサムライ The First Game（桃城武）
- 劇場版 テニスの王子様 跡部からの贈り物 君に捧げるテニプリ祭り（桃城武）

2006年
- 名探偵コナン 探偵たちの鎮魂歌（ひったくり）

2007年
- 劇場版創星のアクエリオン（ピエール・ヴィエラ）

2008年
- 劇場版 天元突破グレンラガン（2008年 - 2009年、リーロン）

2010年
- 宇宙ショーへようこそ（ボグナー）
- 銀幕ヘタリア Axis Powers Paint it, White（白くぬれ!）（フランス）
- 劇場版“文学少女”（心葉の父）
- TRIGUN Badlands Rumble（ヴァッシュ・ザ・スタンピード）

2011年
- 劇場版 テニスの王子様 英国式庭球城決戦!（桃城武）

2013年
- 劇場版 トリコ 美食神の超食宝（鉄平）

2014年
- PERSONA3 THE MOVIE#劇場アニメ版（ジン）

2015年
- PERSONA3 THE MOVIE #3 Falling Down（ジン）

2016年
- GANTZ:O（木村進）
- PERSONA3 THE MOVIE #4 Winter of Rebirth（ジン）
- ONE PIECE FILM GOLD（スパンダム）

2017年
- 映画 妖怪ウォッチ シャドウサイド 鬼王の復活（ミツマタノヅチ）

### OVA
1986年
- 湘南爆走族
- デルパワーX 爆発みらくる元気!!（生徒・堀江くん）

1989年
- 銀河英雄伝説

1990年
- 新・キャプテン翼（ラミネス）
- サーキットの狼II モデナの剣（剣・フェラーリ）
- スーパーリアル麻雀 麻雀バトルスクランブル（竜）
- NINETEEN 19（久保田一至）
- BE-BOP-HIGHSCHOOL（1990年 - 1998年、加藤浩志）

1991年
- カプリコン（ジル）
- 創竜伝
- 星くずパラダイス（ゆずる）

1993年
- 仮面ライダーSD（スカイライダー）
- ザ・コクピット 音速雷撃隊（沖海上飛曹）

1994年
- GATCHAMAN（G1号・健）
- マップス 伝説のさまよえる星人たち（カリオン）

1996年
- 超特急ヒカリアン（ウッカリー）
- TWIN SIGNAL（A助）
- パンツァードラグーン（カイル）
- 魔法使いTai!（高倉武男）

1997年
- AIKa（道草旬太郎）

1998年
- 超機動伝説ダイナギガ（陸奥俊博）

2002年
- スクライド ファンディスク（スーパーホーリーT・T）
- ナースウィッチ小麦ちゃんマジカルて（壬生シロー）

2003年
- ジャングルはいつもハレのちグゥ FINAL（チャッキー）
- 聖闘士星矢 冥王ハーデス十二宮編（市、アルゴル）

2004年
- ナースウィッチ小麦ちゃんマジカルてZ（壬生シロー）

2006年
- 機動戦士ガンダムSEED ASTRAY -RED FRAME-（ロウ・ギュール）
- テニスの王子様 Original Video Animation 全国大会篇（桃城武）

2007年
- 聖闘士星矢 冥王ハーデス冥界編 後章（市）
- 創星のアクエリオン（ピエール・ヴィエラ）
- テイルズ オブ シンフォニア THE ANIMATION（2007年 - 2012年、ゼロス・ワイルダー） - 3シリーズ
- 名探偵コナン 阿笠からの挑戦状! 阿笠vsコナン&少年探偵団（与田治）

2008年
- 聖闘士星矢 冥王ハーデスエリシオン編（市）

2009年
- テニスの王子様 ANOTHER STORY 過去と未来のメッセージ（桃城武）

2010年
- こえでおしごと!（酒波重一）
- よんでますよ、アザゼルさん。『泣き牛編』（アザゼル）
- よんでますよ、アザゼルさん。『セーヤ編』（アザゼル）

2011年
- 装甲騎兵ボトムズ 孤影再び（管制官A）
- テニスの王子様 ANOTHER STORY II 〜アノトキノボクラ（桃城武）

2012年
- よんでますよ、アザゼルさん。『ルシファー編』（アザゼル）
- よんでますよ、アザゼルさん。 青箱（アザゼル）

2014年
- よんでますよ、アザゼルさん。『イソギンチャク編』（アザゼル）

### Webアニメ
- ヘタリアシリーズ（2009年 - 2021年、フランス[69][70]、おやじ、ポニー、通訳、フランス猫 他） - 7シリーズ
- 聖闘士星矢: Knights of the Zodiac（2019年、海ヘビ星座の市）

### ゲーム
1990年
- 迷宮のエルフィーネ（スタリオン）

1994年
- 美少女戦士セーラームーン（ジェダイト）※PCエンジン版

1995年
- 完全中継プロ野球グレイテストナイン（アナウンス『関西』）
- TWO-TENKAKU（パイロットの声）
- 最強 高田延彦

1996年
- 闘神伝3（ショウ）

1997年
- エーベルージュ（バイケル・デラーテン、ハイデル・デラーテン、モーゼル・ロンシャン）
- 三國無双（趙雲、諸葛亮）
- ときめきメモリアル ドラマシリーズ vol.1 虹色の青春（コーチ）
- パズルアリーナ闘神伝（ショウ）
- ポイッターズポイント（ジャッキー佐藤）

1998年
- 仙窟活龍大戦カオスシード（捜神死郎）
- バトルトライスト
- ポイッターズポイント2 〜ソドムの陰謀〜（ジャッキー佐藤）
- YAKATA（北浜ミズキ）

1999年
- ヴァルキリープロファイル（洵）
- 闘神伝 昴（ショウ）

2000年
- 真・三國無双（趙雲、諸葛亮）

2001年
- 機動天使エンジェリックレイヤー みさきと夢の天使達（三原一郎）
- GetBackers-奪還屋-（笑師春樹）
- 真・三國無双2（2001年 - 2002年、趙雲、諸葛亮） - 2作品

2002年
- ガングレイヴ（バラッド・バード・リー）
- キン肉マンII世 正義超人への道（キン肉万太郎）
- キン肉マンII世 新世代超人VS伝説超人（キン肉万太郎）
- ダーククロニクル（ウィッキー、スティーブ）
- テイルズ オブ ファンダム Vol.1（ヒューラ・ヴェルミオン）
- .hackシリーズ（ぴろし）

2003年
- 機動戦士ガンダムSEED（ロウ・ギュール）
- サモンナイト3（スカーレル）
- 真・三國無双3（2003年 - 2004年、趙雲、諸葛亮） - 3作品
- テイルズ オブ シンフォニア（ゼロス・ワイルダー）
- テニスの王子様 Kiss of Prince -ice- & -Flame-（桃城武）
- テニスの王子様 Smash Hit!（桃城武）

2004年
- アニメバトル 烈火の炎 FINAL BURNING（ジョーカー）
- SDガンダム GGENERATION（2004年 - 2025年、ロウ・ギュール） - 6作品
- 機動戦士ガンダムSEED 終わらない明日へ（ロウ・ギュール）
- 機動戦士ガンダムSEED DESTINY（ロウ・ギュール）
- キン肉マン ジェネレーションズ（キン肉万太郎、キン肉万太郎 ニューコスチューム）
- クイズマジックアカデミー2（タイガ）
- DIGITAL DEVIL SAGA アバタール・チューナー（ハーリーQ）
- テニスの王子様 Love of Prince -Sweet- & -Bitter-（桃城武）
- テニスの王子様 最強チームを結成せよ!（桃城武）
- 転生學園幻蒼録（御神晃）
- ネビュラ -エコーナイト-（ケネス）
- ペット探偵Y's（夜鷹一星）
- ボボボーボ・ボーボボ 爆闘ハジケ大戦（首領パッチ）
- マグナカルタ（クリス・アークウェイ）

2005年
- 機動戦士ガンダムSEED DESTINY GENERATION of C.E.（ロウ・ギュール）
- クイズマジックアカデミー3（タイガ）
- 真・三國無双4（2005年 - 2006年、趙雲、諸葛亮） - 3作品
- テイルズ オブ ザ ワールド なりきりダンジョン3
- テニスの王子様 学園祭の王子様（桃城武）
- DIGITAL DEVIL SAGA アバタール・チューナー2（ハーリーQ）
- BLEACH 〜ヒート・ザ・ソウル〜（平子真子）
- ボボボーボ・ボーボボ 脱出!!ハジケ・ロワイヤル（首領パッチ）
- ローグギャラクシー（サイモン・ワッカード）
- ONE PIECE グラバト! RUSH（シャム、チュウ）
- メルヘヴン ÄRM FIGHT DREAM（ナナシ）

2006年
- ヴァルキリープロファイル レナス（洵）
- キン肉マン マッスルグランプリ（キン肉万太郎）
- キン肉マン マッスルグランプリMAX（キン肉万太郎）
- キン肉マン マッスルジェネレーションズ（キン肉万太郎、キン肉万太郎 新衣装）
- 雀・三國無双（趙雲、諸葛亮）
- ジョジョの奇妙な冒険 ファントムブラッド（ロバート・E・O・スピードワゴン）
- テニスの王子様 ドキドキサバイバル 山麓のMystic（桃城武）
- 転生學園月光録（御神晃）
- .hack//G.U.（2006年 - 2017年、ぴろし3） - 4作品
- ネオ アンジェリーク（ジェイド）
- ペルソナ3（ジン）
- マーメイドプリズム（ローゼンライト・運 / メグル・リーテ）
- ラブ★コン 〜パンチDEコント〜（鈴木涼二）
- メルヘヴン カルデアの悪魔（ナナシ）
- メルヘヴン 忘却のクラヴィーア（ナナシ）

2007年
- ASH -ARCHAIC SEALED HEAT-（クットロラン）
- キン肉マン マッスルグランプリ2（キン肉万太郎）
- クイズマジックアカデミー4（タイガ）
- 真・三國無双5（2007年 - 2009年、趙雲、諸葛亮） - 2作品
- テイルズ オブ ファンダム Vol.2（ゼロス・ワイルダー）
- テニスの王子様 ドキドキサバイバル 海辺のSecret（桃城武）
- ペルソナ3 フェス（ジン）
- 無双OROCHI（趙雲、諸葛亮）
- ONE PIECE アンリミテッドアドベンチャー（スパンダム）

2008年
- キン肉マン マッスルグランプリ2 特盛（キン肉万太郎）
- クイズマジックアカデミー5（タイガ）
- クイズマジックアカデミーDS（タイガ）
- スーパーロボット大戦Z（ピエール・ヴィエラ）
- 戦場のヴァルキュリア（リオン・シュミット）
- テイルズ オブ シンフォニア -ラタトスクの騎士-（ゼロス・ワイルダー）
- ネオ アンジェリーク フルボイス（ジェイド）
- ネオ アンジェリーク Special（ジェイド）
- BLEACH 〜ソウル・カーニバル〜（平子真子）
- 無双OROCHI 魔王再臨（趙雲、諸葛亮）
- 龍が如く 見参!
- ONE PIECE アンリミテッドクルーズ エピソード1 -波に揺れる秘宝-（スパンダム）

2009年
- 悪魔城ドラキュラ ジャッジメント（グラント・ダナスティ）
- クイズマジックアカデミー6（タイガ）
- テイルズ オブ ザ ワールド レディアント マイソロジー2（ゼロス・ワイルダー、男主人公ボイス〈2周目以降〉）
- ドラゴンボール レイジングブラスト（バータ）
- ペルソナ3 ポータブル（ジン）
- 無双OROCHI Z（趙雲、諸葛亮）

2010年
- アーマード・コア ラストレイヴン（M・ヤング） - PSP版
- 機動戦士ガンダム エクストリームバーサス（2010年 - 2016年、ロウ・ギュール） - 4作品
- クイズマジックアカデミーDS 〜二つの時空石〜（タイガ）
- 真・三國無双 MULTI RAID 2（趙雲、諸葛亮）
- STORM LOVER（犬塚千尋）
- テニスの王子様 もっと学園祭の王子様 - More Sweet Edition -（桃城武）
- .hack//Link（ぴろし / ぴろしACT2 / ぴろし3）
- ドラゴンボール タッグバーサス（バータ）
- ドラゴンボール レイジングブラスト2（バータ）
- ONE PIECE ギガントバトル!（スパンダム）

2011年
- 学園ヘタリア Portable / DS（2011年 - 2012年、フランス） - 2作品
- 雀龍門3（ボイス「オカマ」）
- 真・三國無双6（2011年 - 2012年、趙雲、諸葛亮） - 4作品
- 真・三國無双 NEXT（趙雲、諸葛亮）
- STORM LOVER 夏恋!!（犬塚千尋）
- 第2次スーパーロボット大戦Z 破界篇 / 再世篇（2011年 - 2012年、ピエール・ヴィエラ、リーロン・リットナー） - 2作品
- テイルズ オブ ザ ワールド レディアント マイソロジー3（ゼロス・ワイルダー、ヒーローボイス）
- テニスの王子様 ぎゅっと! ドキドキサバイバル 海と山のLove Passion（桃城武）
- ドラゴンボール改 アルティメット武闘伝（バータ）
- ドラゴンボールヒーローズ（2011年 - 、バータ） - 5作品
- 無双OROCHI 2（2011年 - 2013年、趙雲、諸葛亮） - 4作品
- 遊☆戯☆王ファイブディーズ タッグフォース6（ハラルド）
- ONE PIECE ギガントバトル! 2 新世界（スパンダム）

2012年
- 機動戦士ガンダムSEED BATTLE DESTINY（ロウ・ギュール）
- クイズマジックアカデミー 賢者の扉（タイガ）
- 真・三國無双 VS（趙雲、諸葛亮）
- STORM LOVER 快!!（犬塚千尋）
- 聖闘士星矢Ω アルティメットコスモ（市）
- テイルズ オブ ザ ヒーローズ ツインブレイヴ（ゼロス・ワイルダー）
- トリコ グルメサバイバル!2（鉄平）
- トリコ グルメモンスターズ!（鉄平）
- ファイナルファンタジーXIII-2（オルトロス） - DLC・コロシアムバトル
- ワンピース 海賊無双（2012年 - 2020年、スパンダム） - 3作品

2013年
- 境界線上のホライゾン PORTABLE（ベン・ジョンソン）
- ゴッドイーター2（プレイヤーボイス）
- 真・三國無双7（2013年 - 2014年、趙雲、諸葛亮）
- STORM LOVER 2nd（犬塚千尋） - 3作品
- 聖闘士星矢 ブレイブ・ソルジャーズ（市）
- テイルズ オブ シンフォニア ユニゾナントパック（ゼロス・ワイルダー）
- トリコ グルメガバトル!（鉄平）
- 名探偵コナン マリオネット交響曲（鳥井猛）

2014年
- クイズマジックアカデミー 天の学舎（タイガ）
- ジェイスターズ ビクトリーバーサス（首領パッチ）
- 神撃のバハムート（2014年 - 2015年、クリス、マリオン）
- 第3次スーパーロボット大戦Z 時獄篇 / 天獄篇（2014年 - 2015年、リーロン・リットナー） - 2作品
- テイルズ オブ ザ ワールド レーヴ ユナイティア（ゼロス・ワイルダー）
- はじめの一歩 THE FIGHTING!（千堂武士）
- ヒーローバンク2（音入ジョー）
- 名探偵コナン ファントム狂詩曲（東堂崇介）
- ONE PIECE ワンピースキングス（シャム）

2015年
- ジョジョの奇妙な冒険 アイズオブヘブン（アレッシー）
- 新甲虫王者ムシキング（タケゾー）
- 新テニスの王子様 〜Go to the top〜（桃城武）
- STORM LOVER V（犬塚千尋）
- 聖闘士星矢 ソルジャーズ・ソウル（市）
- ゼノブレイドクロス（アバターボイス〈関西弁〉）
- ドラゴンボールZ 超究極武闘伝（バータ）
- ドラゴンボール ゼノバース（バータ）
- ONE PIECE トレジャークルーズ（スパンダム）

2016年
- ガールフレンド（仮）（悪僧侶）
- 逆転裁判6（矢張政志）
- ゴッドオブハイスクール【神スク】（執行委員T）
- サモンナイト6 失われた境界たち（スカーレル）
- 真・三國無双 英傑伝（趙雲）
- テイルズ オブ アスタリア（ゼロス・ワイルダー）
- ドラゴンボール ゼノバース2（バータ）
- ドラゴンボールフュージョンズ（バータ）
- ワールド オブ ファイナルファンタジー（オルトロス、フィガロ兵士長）
- 文豪とアルケミスト（織田作之助）

2017年
- いただきストリート ドラゴンクエスト&ファイナルファンタジー 30th ANNIVERSARY（シルビア）
- テイルズ オブ ザ レイズ（ゼロス・ワイルダー）
- ネオ アンジェリーク 天使の涙（ジェイド）
- 無双☆スターズ（趙雲）
- 陰陽師本格幻想（癡、書妖）
- 妖怪ウォッチ  ぷにぷに（ミッチー、ハイパーミッチー、ザ・バイパー、鳩槃茶）

2018年
- ドラゴンボール ファイターズ（バータ）
- 真・三國無双8（趙雲、諸葛亮）
- ドラゴンクエスト ライバルズ（シルビア）
- スーパーロボット大戦X（リーロン・リットナー）
- 機動戦士ガンダム エクストリームバーサス2（2018年 - 2025年、ロウ・ギュール） - 4作品

2019年
- リボルバーズエイト（指輪の魔神）
- スーパードラゴンボールヒーローズ ワールドミッション（バータ）
- 妖怪ウォッチ4 ぼくらは同じ空を見上げている / 4++（ミッチー / ミツマタノヅチ / ハイパーミッチー / ミツマタギドラ、めだまん坊）
- ドラゴンクエストXI 過ぎ去りし時を求めて S（シルビア、ぱふぱふ娘〈エドゥリス〉）
- 無双OROCHI 3（2018年 - 2019年、趙雲、諸葛亮） - 2作品

2020年
- ドラゴンボールZ カカロット（バータ）
- ONE PUNCH MAN A HERO NOBODY KNOWS（ぷりぷりプリズナー）
- ジョジョのピタパタポップ（アレッシー）
- 妖怪学園Y 〜ワイワイ学園生活〜（三又義ノズチカ / ザ・バイパー）

2021年
- 共闘ことばRPG コトダマン（首領パッチ）
- グランブルーファンタジー（首領パッチ）
- はじめの一歩 FIGHTING SOULS（千堂武士）
- 東京放課後サモナーズ（オオグチマガミ）

2022年
- 機動戦士ガンダム アーセナルベース（2022年 - 2025年、ロウ・ギュール）
- SDガンダム バトルアライアンス（ロウ・ギュール）

2023年
- ONE PIECE ODYSSEY（スパンダム）
- ディズニー ツイステッドワンダーランド（イデア、オルトの父）
- ドラゴンボール ザ ブレイカーズ（バータ）

2024年
- ペルソナ3 リロード（ジン / 白戸陣）
- ドラゴンボール Sparking! ZERO（バータ）

2025年
- BLEACH Rebirth of Souls（平子真子）

### ドラマCD
- 青春鉄道（武蔵野線）
- ドラマCD あつまれ!学園天国（ナレーション）
- アリスソフト・スペシャル「ラブパニック」（ランス）
- 王子様（笑）シリーズ（「いばら姫」の王子様）
  - ドラマCD 〜王子様と眠れる森〜
  - 読み語りCD 〜君に捧ぐ物語〜 第2集
  - ドラマCD 1st Vacation
  - ドラマCD if 〜王子様 （笑）学園〜
  - ドラマCD 王子様と二羽の姫君
  - 「王子様（笑）シリーズ」デートCD第3巻
  - 「王子様（笑）シリーズ」ラジオドラマCD 第2巻
- 逢魔警察 ソラとアラシ（緋天王千尋）
- 逆転検事2 〜宇宙からの逆転!?〜（矢張政志）
- 咲-Saki-（宮永咲の父）
- The Epic of Zektbachシリーズ（ファロ・クレーデレ・エタンセル）
- 白アリッッ（帽子屋）
- 真・三國無双シリーズ（趙雲、諸葛亮）
  - CDドラマコレクションズ 真・三國無双 I・II
  - 真・三國無双6 烈星・衝天煌舞
- スクライド サウンドエディション（T・T）
- STORM LOVERシリーズ（犬塚千尋）
  - STORM LOVER カップルデートCD -LOVERS COLLECTION- Vol.5 ADULT DISC 司&千尋-
  - ドラマCD 「STORM LOVER 〜保健室ラブバトル〜」
- 戦国武将物語〜豪傑編 その弐〜（第三話「島津義弘物語」）
- 戦国武友伝 肆の巻 〜信長秘帖〜（織田信長）
- ソウルイーター Vol.1 特別社会科見学（又三郎）
- 対決9〜史記〜楚漢の二人 小野坂昌也vs緑川光（劉邦）
- タロットメイデンきさら（ライベル）
- ちょー美女と野獣（ライー）
- テイルズ オブ シンフォニア -a long time ago-（ゼロス・ワイルダー）
  - テイルズ オブ シンフォニア アンソロジー1 〜ロデオライド・ツアー〜（ゼロス・ワイルダー）
- D・N・ANGEL WINK シリーズ（ダーク・マウジー）
  - decade 〜Yukiru Sugisaki 10th Anniversary〜（ダーク・マウジー、ヒイード・グナー）
  - trilogy 「Groovy Blue」（ダーク・マウジー）
- ときめきメモリアルシリーズ（高見公人）
  - 月刊ときめきメモリアル
  - もっと!ときめきメモリアル
  - ときめきメモリアル 虹色の青春 forever Vol.1 - 5（コーチ）
- ドラマCD ドラゴン騎士団 シリーズ（ザッツ）
- はじめの一歩（千堂武士）
- BEAST of EAST（安倍晴明）
- beatmania IIDX spin-off drama ROOTS26S[suite]シリーズ（ユーズ）
- ヘタリアシリーズ
  - ドラマCD ヘタリアシリーズ（フランス）
  - ヘタリア×羊でおやすみシリーズVol.6 悪友とおやすみ
- FOOKIES シリーズ（成田平八郎）
- ファイアーエムブレム 旅立ちの章（ジュリアン）
- GファンタジーコミックCDコレクション ファイアーエムブレム暗黒竜と光の剣（カイン、Vol.2以降）
- 街 第Qの男 〜QはquestionのQ〜（雨宮桂馬）
- 名作文学(笑)シリーズ「おくのほそ道 〜そうだ、伊勢に行こう〜」（松尾芭蕉）
- もえたん リスニングCD（あーくん）
- 46番目の密室（杉井陽二）
- ラブ★コン シリーズ（2003年 - 2005年、鈴木涼二）
- ラブ★コン DVD BOX volume.2 bonus CD（2007年、深川遥）
- ドラマCD ワイルドライフ Vol.1、2（岩城鉄生）

### BLCD
- エデンを遠く離れて 〜神よ、いずこの楽園〜（椿本清一郎）
  - エデンを遠く離れて2 〜緑陰の楽園〜
  - エデンを遠く離れて3 〜切ない夜の楽園〜
- タブー（伊藤進）
- 白萌vs.桜沢シリーズ 職員室でナイショのロマンス（岡本和宏）
- 麺クイ!-擬人化ら〜めん 恋の争・奪・戦-（ミソ）
- ライバルも犬を抱く ドクター×ボクサー（西崎怜）
- 六月のシュールな薔薇（己斐百太郎）
- ワンダーBOY〜My Dear Wonder〜（清瀬征彦）

### ラジオドラマ
- 沈黙の艦隊（ニッポン放送）
- ラジオドラマ『もっと!ときめきメモリアル』（主人公・高見公人）
- ドキドキプリティリーグ（文化放送）
- 私立ハコ入り女学園（佐藤正）（ニッポン放送『ミュ〜コミ+プラス』内コーナー『アニコボ』木曜日「ラジメーション」：2010年1月14日 - ）

### 吹き替え

#### 映画
- スウォーズマン 女神伝説の章
- チャウ・シンチーのミラクル・マスクマン（リー・シン〈チャウ・シンチー〉）
- 友へ チング（イ・ジュンホ）※DVD版（関西弁）
- ビッグ・ライアー

#### ドラマ
- セックス・アンド・ザ・シティ
- ONE PIECE（2023年、チュウ）

#### アニメ
- サウスパーク/無修正映画版（ジンボ・カーン 他）
- 超生命体トランスフォーマー ビーストウォーズリターンズ（オブシディアン）
- モンキーマジック（順風耳）

### デジタルコミック
- 別マプレミアム デジコミ DVD「ラブ★コン」（2003年、鈴木涼二） - 『別冊マーガレット』2004年1月号付録
- VOMIC 暗殺教室（殺せんせー）
- VOMIC べしゃり暮らし（上妻圭右）
- VOMIC 放課後の王子様（桃城武）
- VOMIC 霊能力者 小田霧響子の嘘（谷口一郎）

### 特撮
- 魔弾戦記リュウケンドー（2006年、ザンリュウジンの声）
- スーパー戦隊シリーズ
  - 烈車戦隊トッキュウジャーVSキョウリュウジャー THE MOVIE（2015年、クロックシャドーの声[115]）
  - 魔進戦隊キラメイジャー（2020年、マシュマロ邪面の声[116]）

### ラジオ
※はインターネット配信。
- とうきゅうサウンドパラダイス（1985年 - 終了時期不明、文化放送）
- 金光教の時間（ニッポン放送他、時期不明）
- ハイパースピリッツ（PCM、時期不明）
- エメラルドドラゴン（1995年、文化放送）
- もっと!ときめきメモリアル（1995年 - 1996年、文化放送）
- ドキドキプリティリーグ（1996年 - 1997年、文化放送）
- ワンダー☆ダイナギガスペシャル 小野坂の野望（1997年 - 1998年、文化放送）
- 小野坂・桃井のバーチャラジオ電脳戦隊モモンガー（1998年 - 1999年、文化放送）
- 小野坂・桃井・ももこの電脳戦隊モモンガーW（1999年 - 2000年、文化放送）
- 小野坂・伊福部のUNHAPPY（2000年 - 2001年、文化放送）
- 小野坂・浅倉gaはぴぱら（2000年、文化放送）
- まさや・ちえみの○○エモーション（2000年 - 2002年、文化放送）
- 真・感覚ラジオ番組 小野坂・伊福部のyoungやんぐヤング（2000年 - 2002年、BSQR489※）
- まさや・かおりの○○エモーション（2002年 - 2003年、文化放送）
- まさや・かおりのらぶ×2エモーション（2003年 - 2005年、文化放送）
- テニスの王子様 オン・ザ・レイディオ（2003年 - 2011年、文化放送、不定期）
- おしゃべりやってま〜す（2005年 - 、K'z Station※）
- 集まれ昌鹿野編集部（2006年 - 2015年、ラジオ関西）
- まさや・ばんばん しぼりたて生!（2006年 - 2007年、超!放送局※）
- 超アニ! EXTEND（2007年 - 2007年、文化放送）
- 昌也・真澄のバクバクON AIR!（2007年 - 2009年、S-ラジ※）
- A&G GAME MASTER GT-R AMspec（2008年 - 2010年、文化放送）
  - A&G GAME MASTER GT-R（2008年 - 2014年、超!A&G+※）
- ヘタリアWEBラジオ 〜ヘタリラ〜（2009年 - 2010年、アニメイトTV※）
- パラ☆ラボ 放送局（2010年 - 2011年、アニメイトTV※）
  - パラ☆ラボ 放送局二学期（2011年 - 2014年、アニメイトTV※）
- 小野坂・小西のO+K（2010年 - 2017年、アニメイトTV※）
- 小野坂昌也・竹本英史のネオロマ&無双（2010年 - 2011年、文化放送）
- きいてますよ、アザゼルさん。（2011年 - 2013年、アニメイトTV※）
- 小野坂昌也8-7-6（2011年 - 2013年、バナフェス!ラジオ※）
- ビバ☆テイルズオブ＋（2012年、テイルズチャンネル+※）
- 新テニスの王子様 オン・ザ・レイディオ（2012年 - 、文化放送、不定期）
- きいてますよ、アザゼルさん。Z（2013年 - 2015年、アニメイトTV※）
- ヘタリアWEBラジオ 〜ヘタリラThe Beautiful World〜（2013年、アニメイトTV※）
- 仲良しグループのおしゃべり会 戦車部（2014年 - 、K'z Station※）
- 小野坂昌也のテイフェスラジオ!（2014年、funラジオ※）
- ラジオアワー『世界の王』（2014年 - 2017年、アニメイトTV※）
- EMERGENCY the RADIO（2014年 - 2017年、超!A&G+※）[117]
- 小野坂昌也の10年つづくラジオ（2015年 - 2017年、ラジオ関西、アニたまどっとコム※）
- 応援Webラジオ きいてますよ、アザゼルさん。G（2015年 - 2019年、アニメイトTV※）[118]
- ニューにゅうNEW YOUNG（2017年 - 2019年、ラジオ関西、アニたまどっとコム※）
- 小野坂・秦の8年つづくラジオ（2017年 - 2025年、ラジオ関西、アニたまどっとコム※）
- PLAY TITAN presents 昌也・雄馬のG・A・P（2017年 - 2018年 、文化放送）[119]
- 小野坂昌也の作家沼（2020年 - 2021年、ラジオ関西、アニたまどっとコム※）

### ラジオCD
- 集まれ昌鹿野編集部
  - DJCD vol.1 - 6
  - 集まれ昌鹿野大全集1 - 18
- アニたまどっとコム presents 真夏のリレートークCD
- 小野坂・伊福部のUNHAPPY
  - 小野坂昌也 プロトCD
  - 小野坂昌也 with TEI/帝
- ラジオCD「こえでおしごと! WEBラジオ〜ナイショのおしごと！」（※新規撮りおろしCDゲスト出演）
- ラジオCD STORM LOVER「ストームラバー警報！」vol. 2
- はてラジDJCD 夕暮れカフェ遊佐編 真夜中バー小野坂編
- パラ☆ラボ放送局DJCDシリーズ
- DJCD きいてますよ、アザゼルさん。シリーズ（アザゼル）

### ナレーション
- 聖PCハイスクール（テレビ東京系列）
- イイ感じ（日本テレビ）
- 独占!!スポーツ情報（日本テレビ系列）
- さんまのからくりTV（TBS）
- プロ野球珍プレー好プレースペシャル（日本テレビ）
- 峰竜太のホンの昼メシ前（日本テレビ）
- 所ミッション!GTR（テレビ朝日）
- 特捜TV!ガブリンチョ（テレビ朝日）
- 学校へ行こう!（TBS系列）
- 徳光&所のスポーツえらい人グランプリ（日本テレビ）
- 決定!全国47都道府県超ランキングバトル!（TBS）
- ネ申谷田丁バー（AT-X）
- Eテレ・ジャッジ（2015年4月7日、NHK教育テレビ〈Eテレ〉）

ほか多数

### リングアナウンサー
- UWFインターナショナル
- キングダム
- PRIDE

### テレビ番組
※はインターネット配信。
- くらし発見（1987・1988年度、NHK教育）タクさん
- 独占!!スポーツ情報（1992年 - 1998年、日本テレビ）川合俊一司会当時のレギュラーキャスター
- はてなにタックル（1993年 - 1994年度、NHK教育）ナレーター
- 笑っていいとも!（1997年 - 1998年、フジテレビ）『すばらしいラブレターの世界コーナー』、住友優子と共に「愛のナレーター」としてレギュラー出演、※木曜日担当
- ビバ☆テイルズ オブ（2008年、BS11デジタル）MC
- 昌也、ガンバルンバ!!（2010年 - 2011年、AT-X）
- 小野坂VS中村 サバイバルクエスト（2014年、AT-X）
- 小野坂昌也☆ニューヤングTV（2017年 - 、YouTube※）[120]
- Say U Play【公式声優チャンネル】 (2020年 - 、YouTube※) [121]

### テレビCM
- 小学館 少年サンデーCM劇場「WILD LIFE」編（2004年）岩城鉄生役
- コナミ ボボボーボ・ボーボボ ハジケカードゲーム（2004年）首領パッチ役
- バンダイナムコゲームス キン肉マン マッスルジェネレーションズ（2006年）キン肉万太郎役
- バンダイナムコゲームス テイルズ オブ ファンダム Vol.2（2007年）ゼロス・ワイルダー役
- 天元突破グレンラガンDVD第5巻（2008年）リーロン役
- AT-X（2015年）
- バンダイナムコゲームス テイルズ オブ アスタリア（2017年12月）顔出し出演
- ボボボーボ・ボーボボ 完全奥義BD-BOX（2018年）首領パッチ役
- 味の素ギョーザ「羽根パリ肉パンパン篇」（2019年）

### ラジオCM
- 津田英語会（1991年）
- ライオンエフインスーパーハードジェル（1993年）
- 東芝ダブルウインドウ（1996年）
- 味の素シェフズパスタ（1998年）
- 真・三國無双6（2011年）趙雲、諸葛亮役
- 校内放送マイクバトル番宣（2013年）

### 映像商品
- ときめきレシピ特別編 キャンプ場でワイルド料理 〜小野坂昌也&小西克幸〜
- おいでませ、アザゼルさん。全記録DVD
- 小野坂・小西のO+K DVDシリーズ
  - 小野坂・小西のO＋K DVD 〜即興劇・合言葉は『勇気』！〜
- KAmiYU in Wonderland DVD
- Webラジオ『きいてますよ、アザゼルさん。』公開録音イベント“いやしますよ、アザゼルさん。” ほぼ全記録DVD
- STORM LOVER 春恋嵐
  - STORM LOVER 夏恋嵐
- 真・三國無双 声優乱舞 2011秋
- こにたんといっしょ 前編・後編
- 声優旅行社へようこそ。2
- テイルズ オブ フェスティバル 2008 - 2020（司会・総合司会）
- テニスの王子様シリーズ
  - テニスの王子様 100曲マラソン
  - テニプリフェスタ2009・2013
  - テニプリフェスタ2011 in 武道館
- ネオロマンスシリーズ
  - ネオロマンス・ライヴ 2006 Autumn
  - ネオロマンス・フェスタ アンジェ舞踏会
  - ネオロマンス・フェスタ ネオ アンジェリーク 大陸祭典
  - ネオアンジェリーク Special 大陸祭日
  - ネオロマンス 15thアニバーサリー
  - ネオロマンス・フェスタ11
  - ネオロマンス・アラモード3・4
- ヘタリア Axis Powers まるかいて感謝祭
  - ヘタリア World Series まるかいて大感謝祭

### キャラクターソング
- 快盗天使ツインエンジェルTHE BEST ANGEL「仮面の奥のエクスタシー」（ボーカル：檜山修之・ 小山力也、ボイス：若本規夫・小野坂昌也・清川元夢・杉田智和）
- 機動天使エンジェリックレイヤー「罰ゲームでチャラや」（いっちゃん&尾形:小野坂昌也&関智一）
- 君にエールを!／笑える時間 鹿野優以 feat. 小野坂昌也
- キン肉マンII世 シリーズ（キン肉万太郎）
  - 『キン肉マンII世 キャラクターソングコレクション新世代正義超人の歌』「カルビ丼音頭」
  - 『キン肉マンII世 歌と音楽集「キャラクターソングと映画の激伴!!』「カルビ丼音頭2」
  - 『キン肉マンII世 マッスルベスト』「カルビ丼音頭」「HUSTLE MUSCLE 〜万太郎バージョン〜」
  - 『キン肉マンII世 The Perfect Collection』
- キャラクターソング集真・三國無双6 王覇・響歌乱舞（趙雲）「TRUE DRAGON 」
  - 真・三國無双7 キャラクターソング集III 〜蜀〜（諸葛亮）「Awakening WoLong」
- テニスの王子様 シリーズ
  - JUMP（桃城武）
  - SAYONARA（桃城武）
  - 男の美学（手塚国光&桃城武&海堂薫）（手塚国光のアルバム『with』内収録）
  - ロック☆54!? 〜ロックな人を探してみよう〜（キャップと瓶）
  - 飛んで!回って!また来週/石川博之? 〜モットーは文武両道〜（キャップと瓶）
  - おめっとサンバ/KEEP ON DREAMING（キャップと瓶）
  - 毎日がHappy New Year（キャップと瓶）
  - サンキュー!!（キャップと瓶）
  - DEPARTURES（青酢+キャップと瓶）
  - Flying Bicycle（越前リョーマ＆桃城武）
  - ALL FOR THE BEST（不二周助＆桃城武）
  - brand-new HEAVEN（青春ソーダ）
- ときめきメモリアルシリーズ（高見公人）
  - 「友達というスタンス」
  - 「風」
  - 「心からの笑顔」
  - 「セラヴィな気持ち」（芹澤勝馬・高見公人・藤堂ひろし・早乙女好雄）
- ドラゴン騎士団 イメージヴォーカル集「That's The Money」（ザッツ）
- ネオ アンジェリーク シリーズ（ジェイド）
  - ヴォーカル集 ネオ・アンジェリーク 〜My First Lady〜「Sweetsの魔法」
  - ネオ アンジェリーク 〜たそがれの騎士（ナイト）〜「君がいるこの胸の楽園」
  - ネオ アンジェリーク Abyss CHARACTER SONGS SCENE 03「Eyes to Eyes」
  - ネオアンジェリーク Abyss バラエティーCD vol.2「Delicious Kitchen」
  - ネオアンジェリーク 〜Romantic Gift〜「Dear My Princess」（ジェイド＆ベルナール）
  - ヴォーカル集 ネオ アンジェリーク Special 〜gold note〜「SYSTEM ERROR？」（ジェイド＆ジェット）
  - ヴォーカル集 ネオ・アンジェリーク 〜My First Lady〜「TREASURE TOMORROW」（レイン・ニクス・ジェイド・ヒュウガ・ルネ・ベルナール）
  - ヴォーカル集 ネオ アンジェリーク Special 〜platinum harmony〜「軌跡 〜the brilliant days」
  - 「JOY TO THE WORLD」「PLATONIC GARDEN」（オーブハンター4高橋広樹、大川透、小野坂昌也、小野大輔）
  - 「SILENT DESTINY」「Eternal Green〜君という永遠」（オーブハンター4）
  - ネオロマンス♥クリスマス 〜聖夜にラブソングを〜「HOLY SNOW」（ジェイド & サザキ& ルヴァ & 月森）
  - ネオロマンス音頭（クラヴィス・大伴道臣・ナーサティヤ・榊 大地・ジェイド）
- ブリコン 〜BLEACH CONCEPT COVERS〜 2（平子真子）「種をまく日々」
- ヘタリア キャラクターCD Vol.5 フランス「トレビアンな俺に抱かれ」「立派やっぱパリ♪」
  - ヘタリア キャラクターCD II Vol.5 フランス「恋せよマドモアゼル」「あぁ 世界的 à la mode‐アラモード‐」
  - 「まるかいて地球(フランスver.)」「はたふってパレード(フランスver.)」「まわる地球ロンド(フランスver.)」「ヘタリアン☆ベスト(フランスver.)」
  - ヘタリア DIGITAL SINGLE THE BEST ぷらすα「ほとばしれ情熱」（フランス・スペイン・プロイセン）
  - 「We Wish You a Merry Christmas」「ゆないてっどねーしょんずすたー☆」
  - 「WA!輪!!ワールド音頭」
  - 「アイスランドより愛をこめて」（パフィン）
  - アニメ「ヘタリア The World Twinkle」キャラクターCD Vol.3 フランス イギリス「ボンボンボン♡セボンセボン」
- よんでますよ、アザゼルさん。 ルシファー編エンディング主題歌「Travelog」Team.ねこかん[猫] featuring.小野坂昌也

### パチンコ・パチスロ
- パチスロ回胴黙示録カイジ（北見）
- CRペルソナ3（ジン）
- CRフィーバー創聖のアクエリオン（ピエール・ヴィエラ）
- パチスロ 創聖のアクエリオン（ピエール・ヴィエラ）
- beatmania (パチスロ)（YUZ）
- パチスロ 旋風の用心棒 〜胡蝶の記憶〜（マイク・ガーランド〈ジャック〉）
- CR花札物語（タク）
- CR真・三國無双シリーズ（趙雲、諸葛亮）
- パチスロ真・三國無双シリーズ（趙雲）
- パチスロ鉄拳伝タフ 2nd ROUND（宮沢熹一）
- CRトライガン（ヴァッシュ・ザ・スタンピード）
- パチスロ 快盗天使ツインエンジェル3（アレキサンダー）
- フィーバー創聖のアクエリオンIII（ピエール・ヴィエラ）

### 舞台
- バック・トゥ・ザ・ホーム（赤坂レッドシアター）
- バック・トゥ・ザ・ホーム2（赤坂レッドシアター）
- お静かにどうぞ（シアターサンモール）
- 舞台「よんでますよ、アザゼルさん。」（2023年）アザゼル 役[122]
- お暇をどうぞ（2024年）[123]

### その他のコンテンツ
- 青二プロダクション設立40周年イベント「原画と朗読で綴るサイボーグ009の世界」（007役）
- VIVA!テイルズ オブ マガジン（コーナー連載）
- 『超!アニメロ』オリジナルドラマシリーズ「響演」第7弾『楽園（ヘヴン）』
- 東京ディズニーランド
  - 白雪姫と七人のこびと（オオカミ）
- 【春マン!!2024】ボーボボ達が「春マン!!」の見どころを鼻毛真拳と共に紹介!（首領パッチ[124]）